# ناتالی لیسینسکا
ناتالی لیسینسکا (انگلیسی: Natalie Lisinska؛ زادهٔ ۱۱ ژانویهٔ ۱۹۸۲) بازیگر اهل کانادا است. وی از سال ۲۰۰۵ میلادی تاکنون مشغول فعالیت بوده‌است.
از فیلم‌ها یا مجموعه‌های تلویزیونی که وی در آن‌ها نقش داشته‌است، می‌توان به مرز جنون، کلویی و یادآوری کامل اشاره نمود.